# بابيلوشو

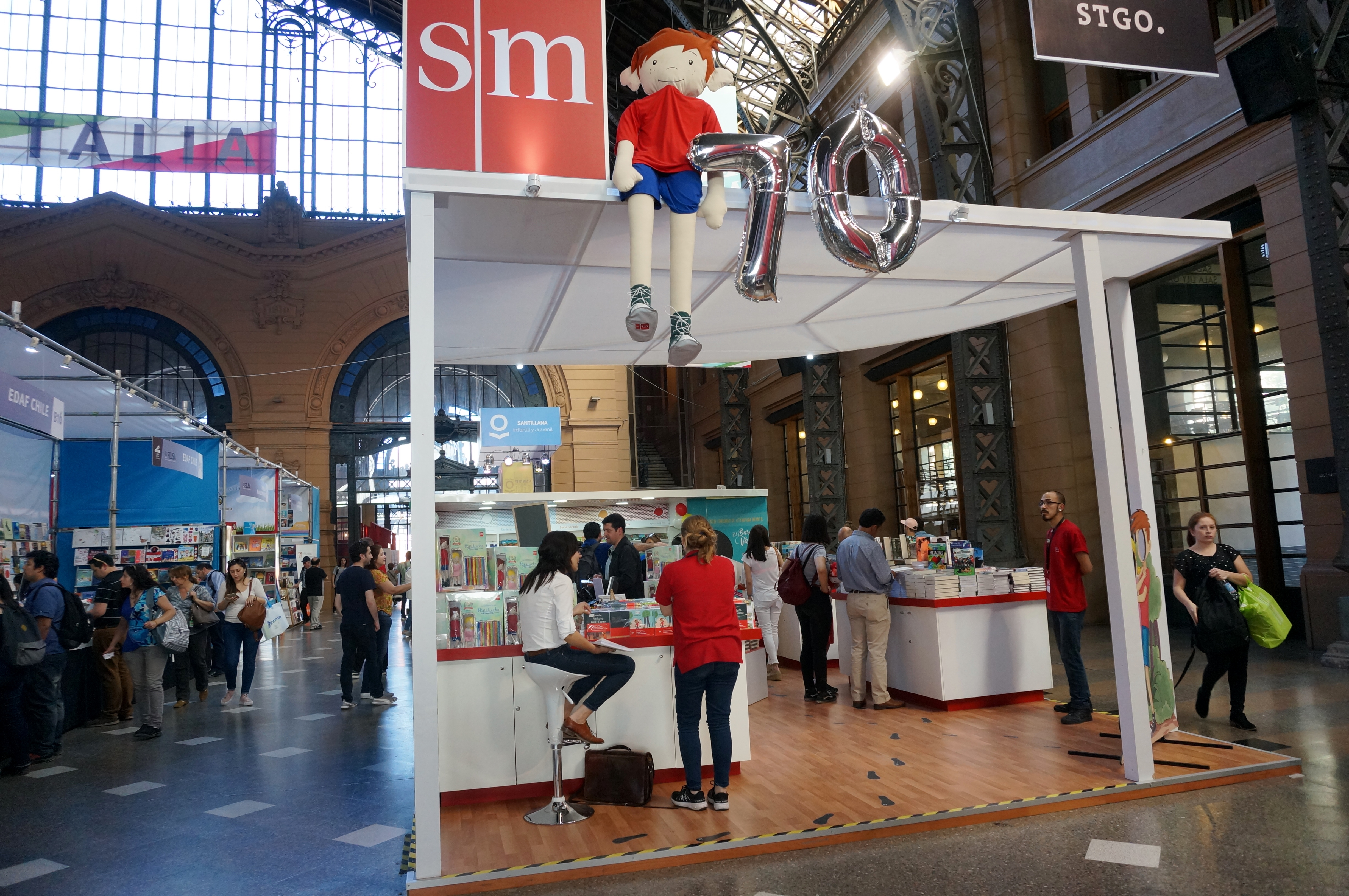

بابيلوشو Papelucho هي الشخصية الرئيسية في سلسلة من كتب الأطفال التي صممها الكاتب التشيلي مارسيلا باز. تم نشر اثني عشر كتابًا بين عامي 1947 و1974 من هذه السلسلة. أصبحت السلسلة مشهورة بين كتب الأطفال في تشيلي.
كُتِبت الكتب في شكل مذكرات حسب شخصية العنوان، وهو صبي تشيلي من الطبقة الوسطى يبلغ من العمر 8 أعوام في سانتياغو. وهذا جعلها مختلفة عن العديد من كتب الأطفال الأخرى، والتي كان يتم وضعها في محيط غير واقعي. شخصية Papelucho قادرة على جذب الاهتمام والفكاهة في الحياة اليومية، ويقوم بذلك عن طريق الخيال المفعم بالحيوية، والشعور القوي بالملاحظة والسخرية، والأصالة والإبداع المتطور للغاية. وفي هذا الصدد فإنه يدل على تشابه مع أعمال أخرى منتشرة على نطاق واسع من أدب الأطفال الأوروبي، والتي تصور أيضا مغامرات الحياة اليومية للأطفال، مثل سلسلة غوسيني وSempé بعنوان «لو بوتي نيكولا»، وسلسلة ريشمال كرومبتون بعنوان «وليام فقط»، وكتب إيلينا فورتون بعنوان «سيليا».
نُشر أول كتاب من هذه السلسلة في عام 1947، بعد أن فاز بجائزة في مسابقة نظمتها دار نشر تشيلية هي Rapa Nui. كانت الرسوم التوضيحية من تصميم يولاندا هينيوس، وهي أخت المؤلف. وبسرعة أصبح الكتاب أكثر الكتب مبيعًا في تشيلي وتبعته نسخة أخرى. ثم تبعها أحد عشر كتابًا؛ ظهر آخرها في عام 1974بعنوان «هل أنا كسول؟»
بلغت جملة مبيعات السلسلة في جميع الإصدارات التي بدأت من عام 1947 حتى عام 2007 ما يصل إلى أكثر من خمسة ملايين نسخة مباعة. تم إدراجها في قائمة «القراءة الموصى بها» في المدارس التشيلية وفي 2011 تم تحريرها بواسطة Random House في سانتياغو، تشيلي.

## الجوائز
منحت جائزة تشيلي الرئيسية في الرسائل، بريمو ناسيونال دي ليتراتورا، لمارسيلا باز في عام 1982، قبل وفاتها ببضع سنوات في عام 1985. في عام 1968، كان Papelucho مرشحًا لجائزة هانز كريستيان أندرسن من المجلس الدولي لكتب الشباب (IBBY)  في أمريسفيل، سويسرا.
هناك نسخ تم تعديلها لتناسب المسرح وكذلك الكاريكاتير في عام 2011.

## الترجمات
صدرت نسخة باللغة الفرنسية من الكتاب الأول في السلسلة في عام 1951 في مجموعة Rouge et Bleu (ناشرو GP ، ترجمها G. Tyl-Cambier). تم تعديل النص ونشره مع الرسوم التوضيحية الملونة ككتاب كبير الحجم، وقد كان ناجحًا للغاية، حيث تم بيع 25000 نسخة بسرعة وظهرت نسخة ثانية بعد ذلك بعامين. في عام 1980 ظهرت نسخة فرنسية جديدة وطبعتها العديد من دور التحرير مثل: بورداس خلفه Pocket ، ثم Havas Poche ، حتى نهاية التسعينيات.
نشرت دار النشر اليابانية Kodansha في عام 1972 ترجمة يابانية مع رسومات بقلم مارسيلا كلارو هونيس، ابنة المؤلف. نُشرت الطبعة اليونانية بواسطة قدروس، أثينا، 1984. ومؤخراً نشرت أنيتشيا في روما ترجمة إيطالية لأربعة كتب.
هناك أيضًا نسخة باللغتين الإسبانية والإنجليزية، وقد كانت متاحة في تشيلي في نهاية عام 2006. تمت الترجمة الإنجليزية بواسطة لينا كرادوك وأيلسا شو وجان بول بوتشات.

## الفيلم
أصدرت استوديوهات Cine Animadores وCanal 13 Films عام 2007 فيلم Papelucho and the Martian، وهو تعتمد على كتاب يحمل نفس الاسم.

## كتاب الكاريكاتير
تم تعديل Papelucho أيضًا في سلسلة كاريكاتورية رسمها والتر كارزون.

## قائمة الكتب
تتكون سلسلة Papelucho من 12 كتابًا:  
- بابيلوتشو (1947)
- Papelucho Casi Huérfano (1951) (Papelucho اليتيم تقريبًا).
- Papelucho Historiador (1955) (Papelucho مؤرخ).
- Papelucho المخبر (1956) (Papelucho المخبر).
- Papelucho en la Clínica (1958) (Papelucho في المستشفى).
- Papelucho Perdido (1962) (Papelucho lost).
- مي هيرمان جي، بور بابيلوتشو (1965) (أختي جي، بابيلوتشو).
- Papelucho Misionero (1966) (Papelucho التبشيري).
- Papelucho y el Marciano (1968) (Papelucho and the Martian).
- مي هيرمانو الهبي (1971) (أخي الهبي، بقلم Papelucho).
- Papelucho en Vacaciones (1971) (Papelucho on Vacation).
- Papelucho ¿الصويا ديكس ليسو؟ (1974) (Papelucho هل أنا عسر القراءة؟ ، ترجم باسم Papelucho هل أنا كسول؟).

## روابط خارجية
- http://www.papelucho.cl الموقع الرسمي، باللغة الإسبانية